# Кампо Софија (Наволато)
Кампо Софија (шп. Campo Sofía) насеље је у Мексику у савезној држави Синалоа у општини Наволато. Насеље се налази на надморској висини од 10 м.

## Становништво
Према подацима из 2010. године у насељу је живело 8 становника.

### Хронологија
| Година       | 2000           | 2005         | 2010 |
| ------------ | -------------- | ------------ | ---- |
| Становништво | 211 (112 / 99) | 28 (16 / 12) | 8    |

### Попис
| # | Индикатор                     | Вредност |
| - | ----------------------------- | -------- |
| 1 | Укупно домаћинстава           | 43       |
| 2 | Укупно насељених домаћинстава | 2        |
| 3 | Величина локације             | 1        |